# Puerto del Hambre
Puerto del Hambre o Ciudad del Rey Don Felipe fue el primer lugar en donde se dio el intento no aborigen de poblar la ribera norte del estrecho de Magallanes. Está  cercano a la actual ciudad de Punta Arenas, en la región de Magallanes y de la Antártica Chilena, en el sur de Chile.

## Antecedentes
El 21 de octubre de 1520, después de seguir pacientemente toda la costa del océano Atlántico de la Patagonia, el marino Hernando de Magallanes encontró finalmente el paso que comunicaba con el océano Pacífico hacia las islas de las Especias o islas Molucas o islas de Maluco, que sabía que debía existir por una intuición. Era el día de Santa Úrsula y de las Once Mil Vírgenes y dos piadosos bautismos se sumaron a la flamante cartografía de América. Con el tiempo, el cabo continuó llamándose cabo Vírgenes. El estrecho, en cambio, tomó el nombre de su descubridor. 
Después del malogrado viaje de García Jofre de Loaísa de 1525-1536 destinado a colonizar las Islas Molucas, los españoles abandonaron la ruta de Magallanes por «impracticable» y anunciaron a los cuatro vientos que «una mole de piedra o isleta arrastrada por las tempestades» había taponado el estrecho. El inglés Francis Drake -por encargo de Isabel I de Inglaterra y con patente de corso- a mediados de 1578, anticipándose a la estación propicia, atravesó el paso interoceánico y, de Valparaíso al Callao, saqueó todos los puertos del océano Pacífico. El virrey del Perú, Francisco Álvarez de Toledo, se apresuró a enviar una expedición para sellar el Estrecho con guarniciones, por lo que mandó una expedidición a cargo de Pedro Sarmiento de Gamboa.

### Primer viaje europeo desde el Pacífico al Atlántico
Pedro Sarmiento de Gamboa realizó la primera navegación del Pacífico al Atlántico, siguió viaje hasta España pese a las tormentas y la falta de víveres, y allí convenció al rey Felipe II de fortificar y poblar la estratégica conexión. Se destinó a la empresa una armada pocas veces reunida: 23 naves y tres mil personas, entre marinos, soldados, sacerdotes y colonos con sus mujeres e hijos. El mando fue conferido a Diego Flores de Valdés, dejando a Sarmiento con el cargo de gobernador y capitán general de las poblaciones del estrecho.
En diciembre de 2019, en Ciudad del Rey Don Felipe, el primer proyecto colonizador español en el estrecho de Magallanes, que se ubica a 56 kilómetros al sur de Punta Arenas, un equipo de arqueólogos nacionales encontró piezas de artillería que datan del 1581. El hallazgo realizado en la localidad, también llamada "Puerto del Hambre", se trata en específico de dos cañones "medios sacre", que habrían pertenecido a la expedición del marino, historiador y explorador Pedro Sarmiento de Gamboa, que llegó a la zona en 1584.

## La fundación de las dos poblaciones más australes de América
Pedro Sarmiento de Gamboa, el 11 de febrero de 1584 —en el valle de las Fuentes, cerca de cabo Vírgenes— plantó la Ciudad del Nombre de Jesús, primer poblado hispánico de la Patagonia, ubicada al sur de la actual provincia de Santa Cruz, Argentina. Después marchó 70 leguas al frente de sus mejores hombres, flanqueado por la Santa María de Castro —única nave que le quedaba—, para fundar «Rey Don Felipe» a pocos kilómetros al sur de la actual Punta Arenas, Chile. En plena jornada, la columna tropezó con un grupo de indios. El saldo del choque fue de doce soldados heridos y uno muerto. Ahí fundó Ciudad del Rey Felipe.

### Ciudad del Rey Felipe

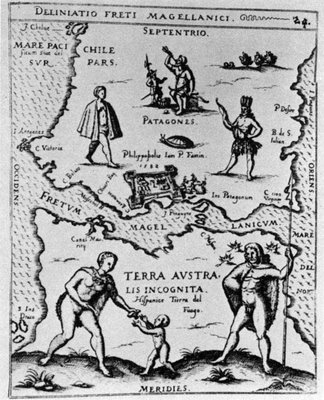
Versión idealizada del estrecho de Magallanes y la Ciudad del Rey Felipe en el siglo XVII, representada como una fortaleza sólida.

Ciudad del Rey Don Felipe estaba situada en los márgenes de la costa de Bahía Buena, un desolado paraje en la costa norte del Estrecho de Magallanes fundándola el 25 de marzo de 1584 con alrededor de 300 colonos. Cuando desembarcó lanzó la siguiente arenga:

«Yo, Pedro Sarmiento de Gamboa, Gobernador y Capitán General de este Estrecho de la Madre de Dios, antes llamado de Magallanes, y de las poblaciones que en él se han de hacer y de las provincias sus comarcanas, por Su Majestad, a gloria y honra de Nuestro Señor Jesucristo, Dios y Hombre verdadero, y de la gloriosísima Reina de los Ángeles, siempre Virgen Santa María, abogada y señora nuestra, madre suya, tomo y aprehendo actualmente, y con efecto, posesión pacíficamente y sin contradicción alguna, de esta tierra, a la cual nombro el asiento de la Purificación de nuestra Señora, y de todas las demás tierras comarcanas y con ellas continuas y condignas, y de todo este dicho Estrecho por mí de nuevo nombrado de la Madre de Dios, antes llamado de Magallanes, como digo, desde la boca y archipiélago del Mar del Sur hasta esta boca que sale a la Mar del Norte, que ambos a dos y cada una dellas están en cincuenta y dos grados y medio, y de todas las islas, puertos, bahías, ríos, puntas, cabos, promontorios y costas y poblaciones dél, y de los montes y valles, llanos, altos y bajos, mediterráneos, a una banda y a otra de las tierras del sur y norte, hasta los límites y confines donde hasta hoy no está poblado actualmente por otro capitán alguno por mandato de Su Majestad, y del mar océano, y mediterráneos a las dichas tierras adyacentes y con términos, añadiendo fuerza a fuerza y posesión a posesión de los que los años pasados yo asimesmo tomo en este dicho Estrecho. La cual posesión tomo y apelando en nombre del muy alto y muy poderoso y católico señor Don Felipe, gran Rey de España y sus anexos, y de su real corona de Castilla y León, como cosa suya propia que es, y para él y sus herederos y subcesores. Y en señal de posesión planto esta Cruz, y dello sean testigos para en guarda del derecho de Su Majestad».
Pedro Sarmiento de Gamboa

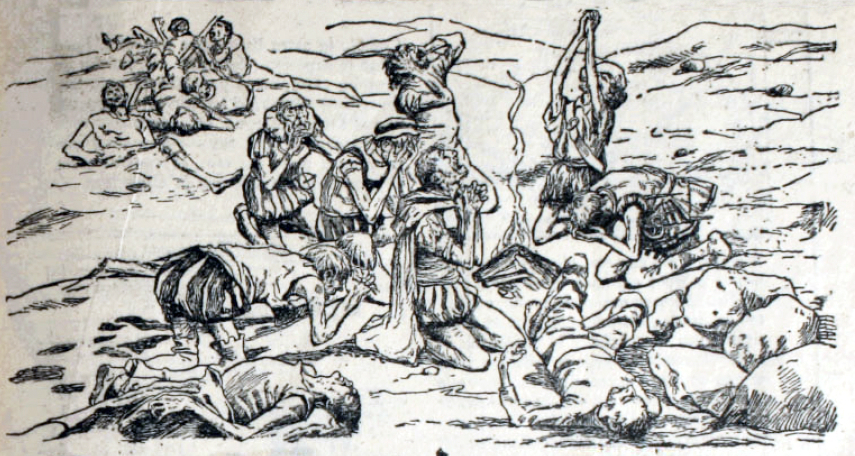
Ilustración que muestra a los colonos españoles de Ciudad del Rey Don Felipe sufriendo por la inanición.

Llenos de fe quedaron en las tierras del Estrecho, que serían su tumba, 337 personas, excluyendo a Sarmiento, entre las que había: los franciscanos Fray Jerónimo de Montoya y Fray Antonio Rodríguez, 58 pobladores, 13 mujeres, 10 niños, 22 de oficios varios y el resto soldados y marineros.

«... de inmediato se traza la planta urbana y se adjudican los solares; con barro, maderas y arbustos, levantan viviendas, la Casa Real y la iglesia de Nuestra Señora de la Purificación. Pero sorpresivamente tres naves se pliegan al capitán Diego de la Ribera, (amotinado contra Gamboa) se marchan a España y abandonan en Cabo Vírgenes a trescientos treinta y ocho desdichados, malamente vestidos y peor calzados, con provisiones insuficientes, sin abrigos ni frazadas. Entre ellos, hay trece mujeres y diez niños... y quedan con un solo buque: el "Santa María de Castro...»
Antonio Álvarez Pereyra en su Crónica de la Patagonia y Tierras Australes

Este intento de colonización española tuvo un trágico fin: sus habitantes perecieron de inanición.

### La recalada del corsario inglés
El 10 de enero de 1587 fondeó el corsario inglés Thomas Cavendish en San Blas para hacer provisión de agua y leña, resultándoles más cómodo deshacer las casas para ello. La ciudad la encontraron muy bien planeada y asentada en el mejor lugar del Estrecho por la facilidad de la leña y el agua, pero también había tantos cadáveres sin enterrar e inficionados que, ante un cuadro tan macabro, Cavendish lo llamó Port Famine.
De los cuatro fortines desenterraron y se llevaron seis piezas de artillería, cuatro de bronce y dos de hierro fundido. Tras cuatro días de estancia, abandonaron el lugar. Atravesaron el Estrecho, y ocho días después, salieron al Mar del Sur.

### La leyenda de la Ciudad de los Césares
Por entonces, paradójicamente, se rumoreaba que los náufragos de Sarmiento de Gamboa vivían en el mejor de los mundos: la mítica Ciudad de los Césares, donde abundaba el oro y la muerte estaba proscripta.

### Localización errada
La ciudad no estuvo asentada entre la punta Santa Ana y el río San Juan, como rezaban los mapas, sino que al norte de la referida punta, en un abra tranquila, apacible, que los lugareños denominan, justificadamente, Bahía Buena o Bahía Mansa.

### Holandeses

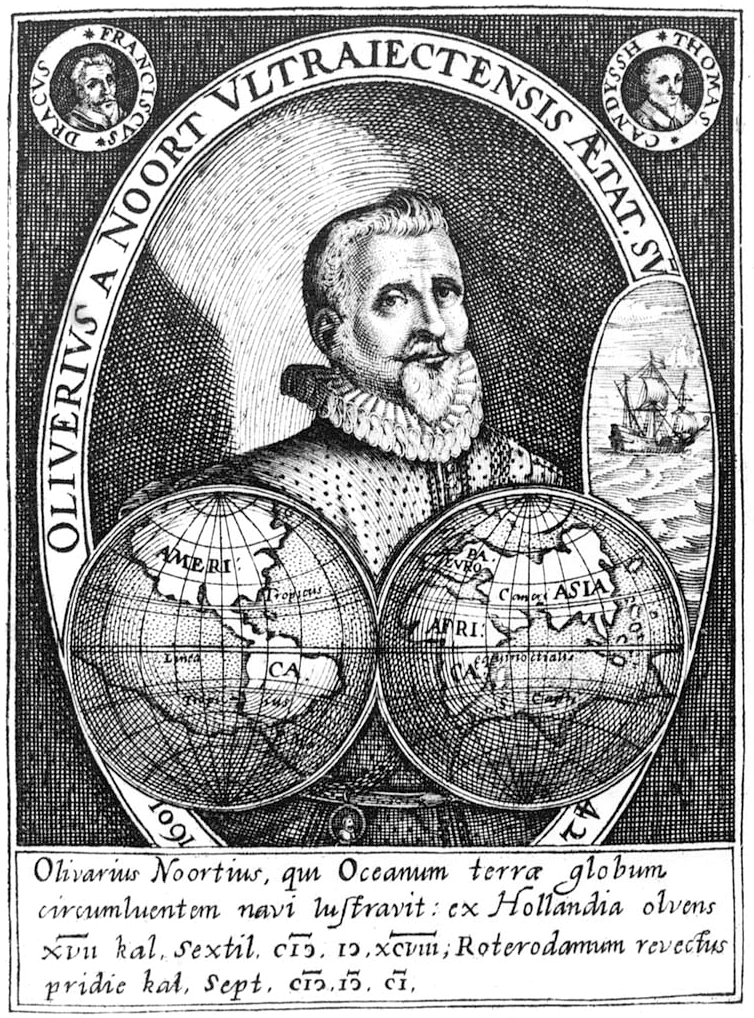
Oliverio Van Noort

Oliverio Van Noort desembarcó en este lugar combatiendo contra los tehuelches y abandonando a su segundo a bordo en el lugar por amotinado. El 4 de noviembre de 1599 la flota llegó al estrecho de Magallanes, con mal tiempo. Después de varios intentos, finalmente los barcos lograron internarse por el estrecho el 23 de noviembre. A poco andar fondeó en Puerto del Hambre donde no había ni siquiera restos del antiguo emplazamiento español.
La flota desembarcó en la costa norte del estrecho, siendo atacados por los habitantes tehuelches y sufriendo graves pérdidas. Poco después, anclaron entre las islas Penguin, y descubrieron sucesivamente las bahías de Olivier, Mauricio y Hanry, pero no pudieron explorar esta última a causa del hielo. Las armas de fuego de los neerlandeses provocaron grandes bajas en los tehuelches y alacalufes. El segundo de Van Noort, Jacob Claasz trató de desertar pero fue sorprendido por sus propios hombres siendo sometido a Consejo de Guerra, el que fue ejecutoriado inmediatamente y condenado a ser abandonado en la playa de Puerto del Hambre, cosa cumplida el 26 de enero. Nunca más se supo de Claasz. Lambert Biesman, primer oficial fue nombrado interinamente Vicealmirante. Una vez abandonado Claazs en la playa Peter de Lint fue nombrado Vicealmirante en forma oficial.
El 16 de diciembre se encontraron con el buque comandado por Sebald de Weert, de la flota del almirante Jacobo Mahu. Sebald de Weert, sin poder obtener las provisiones de Van Noort y a causa del mal tiempo, había perdido el contacto con la flota y había pasado cinco meses en el estrecho. Intento unirse a Olivier van Noort pero fracasó y más tarde navegó de vuelta a los Países Bajos.

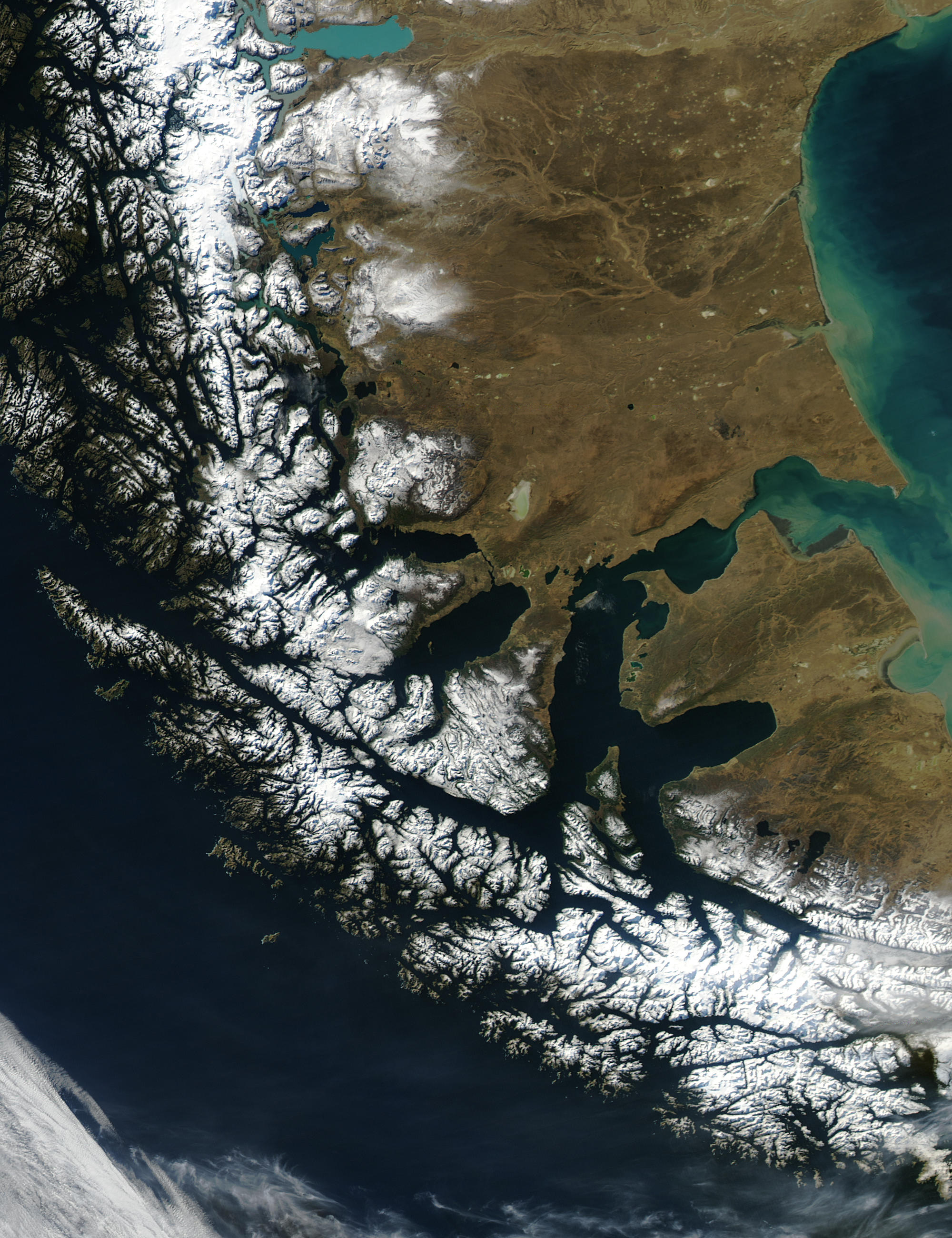
Foto satelital del Estrecho de Magallanes.
La Ciudad del Nombre de Jesús estaba ubicada sobre la boca este y la Ciudad del Rey Don Felipe en la parte media occidental, ambas sobre la costa continental de América del Sur

### Cuartel General de la expedición inglesa de Phillip Parker King - 1827

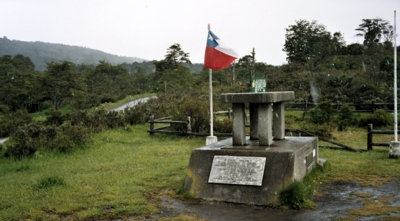
Monumento en Puerto del Hambre

En 1825 el almirantazgo británico ordenó alistar dos naves para efectuar un levantamiento hidrográfico de las costas australes de América del Sur. En mayo de 1826 estuvieron listas el Adventure y el Beagle para efectuar la comisión.
El Adventure fue puesto bajo el mando del comandante Phillip Parker King y el Beagle bajo el mando del comandante Pringle Stokes. El mando de la expedición recayó en el comandante Parker King como oficial más antiguo.
Parker King luego de estudiar los informes publicados sobre el estrecho de Magallanes decidió que Puerto del Hambre era el lugar más adecuado para sus propósitos y se dirigió hacia allí. Arribó al puerto en enero de 1827 y luego de examinarlo y considerando que ofrecía tantas ventajas lo hizo su cuartel general.
El buque de exploración hidrográfica Beagle, bajo el mando del capitán Pringle Stokes se encontraba de misión entre la Patagonia y la Tierra del Fuego cuando este cayó en una profunda depresión. Recaló en Port Famine en agosto de 1828 y se encerró en su cabina para después suicidarse. Fue sepultado en el llamado cementerio inglés del puerto, donde aún se encuentra su tumba, decorada con cartas náuticas. El teniente de navío W.G. Skyring, oficial ejecutivo de la nave, asumió temporalmente el mando, para después traspasárselo al teniente Robert FitzRoy. Bajo su mando, y en el segundo viaje de exploración del Beagle viajó el joven naturalista Charles Darwin, visitando en numerosas ocasiones Puerto del Hambre entre 1832 y 1834.

### Colonizadores chilenos
El 21 de septiembre de 1843 llegaron a Puerto Hambre los primeros colonizadores chilenos, fecha en la cual el capitán de fragata de la Armada de Chile, John Williams Wilson (quien cambió su nombre inglés a la versión hispanizada de Juan Guillermos), tomó posesión solemne del Estrecho de Magallanes y territorios adyacentes a nombre del Gobierno de Chile, para pocas semanas después, el 30 de octubre de 1843, fundar el Fuerte Bulnes, aproximadamente a dos kilómetros de la península llamada Punta Santa Ana. En la década de 1940 fue reconstruido el fuerte original con su capilla, habitaciones del capellán, cárcel, polvorín, oficina postal y establos.

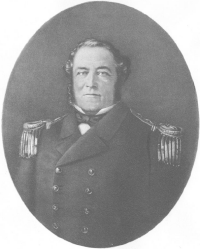
John Williams Wilson

### Monumento nacional
El 2 de enero de 1968 las ruinas de la antigua población fueron declaradas Monumento Histórico de Chile.